# Ich bin ein Star – Holt mich hier raus!/Staffel 9
Die neunte Staffel der deutschen Reality-Show Ich bin ein Star – Holt mich hier raus! wurde vom 16. bis 31. Januar 2015 auf dem Privatsender RTL ausgestrahlt. Das Finale wurde am 31. Januar 2015 ausgestrahlt.
Maren Gilzer wurde mit ca. 56 % Zuschaueranrufen im Finale zur Dschungelkönigin gewählt. Jörn Schlönvoigt wurde Zweiter und Tanja Tischewitsch erreichte den dritten Platz.
Die Moderatoren waren, wie in den letzten zwei Jahren, Sonja Zietlow und Daniel Hartwich. Wieder mit dabei war auch der Paramedic Bob McCarron alias „Dr. Bob“.

## Teilnehmer
Die Teilnehmeranzahl blieb im Vergleich zur Staffel 8 unverändert; insgesamt gab es elf Teilnehmer.
| Platz | Teilnehmer              | Bekannt als                                                                       |
| ----- | ----------------------- | --------------------------------------------------------------------------------- |
| 1     | Maren Gilzer            | Assistentin beim Glücksrad, Schauspielerin, Fotomodel                             |
| 2     | Jörn Schlönvoigt        | Schauspieler, Darsteller bei Gute Zeiten, schlechte Zeiten, Sänger                |
| 3     | Tanja Tischewitsch      | Kandidatin bei Deutschland sucht den Superstar                                    |
| 4     | Rolf „Rolfe“ Scheider   | Casting Director, Juror bei Germany’s Next Topmodel und Austria’s Next Topmodel   |
| 5     | Aurelio Savina          | Model, Kandidat bei Die Bachelorette                                              |
| 6     | Walter Freiwald †       | Moderator (u. a. von Der Preis ist heiß, Teleshopping)                            |
| 7     | Rebecca Siemoneit-Barum | Schauspielerin, Zirkusartistin, Darstellerin in der Lindenstraße                  |
| 8     | Sara Kulka              | Model, Kandidatin bei Germany’s Next Topmodel                                     |
| 9     | Benjamin Boyce          | Sänger, Mitglied der Band Caught in the Act                                       |
| 10    | Patricia Blanco         | Tochter des Schlagersängers Roberto Blanco, Reality-TV-Teilnehmerin (Big Brother) |
| 11 1  | Angelina Heger          | Kandidatin bei Der Bachelor                                                       |

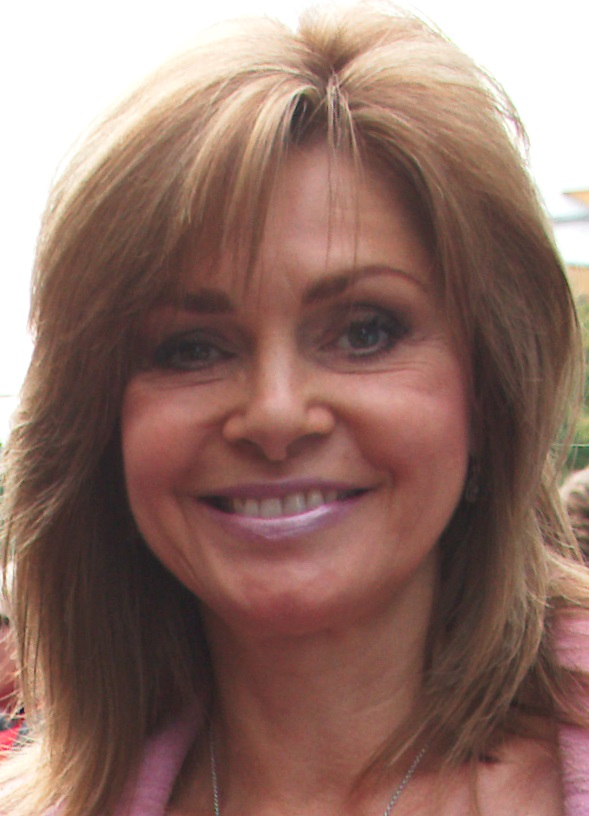
Maren Gilzer: Dschungelkönigin der neunten Staffel

Maren Gilzer, Jörn Schlönvoigt, Rebecca Siemoneit-Barum, Sara Kulka und Benjamin Boyce zogen bereits am 15. Januar ins Camp ein, Tanja Tischewitsch, Rolf „Rolfe“ Scheider, Aurelio Savina, Walter Freiwald, Patricia Blanco und Angelina Heger dagegen am 16. Januar.
Am 27. Januar 2015 musste aufgrund des freiwilligen Ausstiegs von Angelina Heger niemand das Camp verlassen. Die Anrufe dieses Tags wurden am Folgetag mit eingerechnet. Diese Regelung wurde erst nach der Telefonabstimmung bekannt gegeben. Die wenigsten Anrufe hatten an diesem Tag Tischewitsch und Savina.
Am 31. Januar teilte RTL mit, dass der Vertrag mit Benjamin Boyce aufgelöst wurde und dieser an keinen weiteren Terminen, wie zum Beispiel bei dem „großen Wiedersehen“, teilnehmen wird.

## Abstimmungsergebnisse
| Abstimmungsergebnisse der neunten Staffel | Abstimmungsergebnisse der neunten Staffel | Abstimmungsergebnisse der neunten Staffel | Abstimmungsergebnisse der neunten Staffel | Abstimmungsergebnisse der neunten Staffel | Abstimmungsergebnisse der neunten Staffel | Abstimmungsergebnisse der neunten Staffel | Abstimmungsergebnisse der neunten Staffel | Abstimmungsergebnisse der neunten Staffel | Abstimmungsergebnisse der neunten Staffel | Abstimmungsergebnisse der neunten Staffel |
| Platz                                     | 23.01.2015                                | 24.01.2015                                | 25.01.2015                                | 26.01.2015                                | 26.+27.01.2015 2                          | 28.01.2015                                | 29.01.2015                                | 30.01.2015                                | 31.01.2015 Vorfinale                      | 31.01.2015 Finale                         |
| ----------------------------------------- | ----------------------------------------- | ----------------------------------------- | ----------------------------------------- | ----------------------------------------- | ----------------------------------------- | ----------------------------------------- | ----------------------------------------- | ----------------------------------------- | ----------------------------------------- | ----------------------------------------- |
| 01                                        | Freiwald 18,65 %                          | Gilzer 21,10 %                            | Schlönvoigt 22,01 %                       | Schlönvoigt 23,47 %                       | Gilzer 37,85 %                            | Gilzer 45,08 %                            | Schlönvoigt 42,33 %                       | Gilzer 45,40 %                            | Gilzer 46,00 %                            | Gilzer 56,18 %                            |
| 02                                        | Schlönvoigt 17,90 %                       | Schlönvoigt 19,37 %                       | Gilzer 16,09 %                            | Scheider 22,05 %                          | Schlönvoigt 17,21 %                       | Tischewitsch 13,47 %                      | Gilzer 34,29 %                            | Schlönvoigt 30,09 %                       | Schlönvoigt 32,41 %                       | Schlönvoigt 43,82 %                       |
| 03                                        | Gilzer 15,47 %                            | Freiwald 17,97 %                          | Siemoneit-Barum 12,82 %                   | Gilzer 15,91 %                            | Scheider 12,72 %                          | Schlönvoigt 12,43 %                       | Tischewitsch 9,23 %                       | Tischewitsch 14,86 %                      | Tischewitsch 21,59 %                      |                                           |
| 04                                        | Tischewitsch 9,37 %                       | Tischewitsch 9,65 %                       | Freiwald 12,72 %                          | Freiwald 10,66 %                          | Freiwald 8,55 %                           | Savina 10,68 %                            | Scheider 7,75 %                           | Scheider 9,65 %                           |                                           |                                           |
| 05                                        | Boyce 7,80 %                              | Kulka 7,01 %                              | Tischewitsch 11,59 %                      | Siemoneit-Barum 10,44 %                   | Savina 8,32 %                             | Scheider 10,04 %                          | Savina 6,40 %                             |                                           |                                           |                                           |
| 06                                        | Kulka 7,42 %                              | Savina 6,89 %                             | Scheider 9,92 %                           | Savina 8,78 %                             | Tischewitsch 8,17 %                       | Freiwald 8,30 %                           |                                           |                                           |                                           |                                           |
| 07                                        | Savina 7,35 %                             | Scheider 6,64 %                           | Savina 7,48 %                             | Tischewitsch 8,69 % 1                     | Siemoneit-Barum 7,18 %                    |                                           |                                           |                                           |                                           |                                           |
| 08                                        | Siemoneit-Barum 6,53 %                    | Siemoneit-Barum 6,04 %                    | Kulka 7,37 %                              |                                           |                                           |                                           |                                           |                                           |                                           |                                           |
| 09                                        | Scheider 5,19 %                           | Boyce 5,33 %                              |                                           |                                           |                                           |                                           |                                           |                                           |                                           |                                           |
| 10                                        | Blanco 4,32 %                             |                                           |                                           |                                           |                                           |                                           |                                           |                                           |                                           |                                           |

 1 Aufgrund des freiwilligen Auszugs von Angelina Heger musste an diesem Tag keiner das Camp verlassen.

 2 Aufgrund des freiwilligen Auszugs von Angelina Heger und weil am 26. Januar keiner das Camp verlassen musste, wurden die Anrufe beider Tage zusammengezählt.

## Dschungelprüfungen
Walter Freiwald, Maren Gilzer, Jörn Schlönvoigt und Tanja Tischewitsch haben jeweils vier Dschungelprüfungen absolviert. Patricia Blanco ist die einzige Kandidatin dieser Staffel, die keine Dschungelprüfung absolviert hat.
Von den 149 Rationen bzw. Sterne erspielten die Kandidaten insgesamt 74 Rationen bzw. Sterne, was einem Anteil von 49,66 % entspricht. Zum ersten Mal in der Geschichte der Show wurde weniger als die Hälfte der Rationen bzw. Sterne erspielt.
| Dschungelprüfungen der neunten Staffel | Dschungelprüfungen der neunten Staffel | Dschungelprüfungen der neunten Staffel | Dschungelprüfungen der neunten Staffel | Dschungelprüfungen der neunten Staffel |
| Datum                                  | Kandidat(en)                           | Abstimmung | Prüfungen                              | Erspielte Rationen (Sterne) |
| -------------------------------------- | -------------------------------------- | --- | -------------------------------------- | --- |
| 16. Januar 2015                        | Aurelio Savina Sara Kulka              | | „Sommerfest“                           | Sternsymbol · Sternsymbol · Sternsymbol · Sternsymbol · Sternsymbol · Sternsymbol · Sternsymbol · Sternsymbol · Sternsymbol · Sternsymbol · Sternsymbol |
| 17. Januar 2015                        | Sara Kulka                             | Kulka 26,58 % Heger 17,29 % Savina 10,89 % Schlönvoigt 9,39 % Tischewitsch 7,92 % Scheider 7,06 % Siemoneit-Barum 6,63 % Blanco 6,00 % Gilzer 5,29 % Boyce 2,95 % Freiwald gesperrt  | „Hölle der Finsternis“                 | · (Prüfung abgebrochen) |
| 18. Januar 2015                        | Sara Kulka                             | Kulka 29,23 % Freiwald 23,98 % Heger 15,15 % Schlönvoigt 6,75 % Tischewitsch 3,89 % Blanco 3,85 % Scheider 3,72 % Siemoneit-Barum 3,50 % Savina 3,21 % Gilzer 2,88 % Boyce 1,82 %    | „Schabenfreude“                        | Sternsymbol · Sternsymbol · Sternsymbol · Sternsymbol · Sternsymbol · Sternsymbol · Sternsymbol · Sternsymbol · Sternsymbol · Sternsymbol · Sternsymbol |
| 19. Januar 2015                        | Angelina Heger                         | Heger 24,86 % Tischewitsch 16,77 % Kulka 14,99 % Schlönvoigt 10,40 % Siemoneit-Barum 7,19 % Scheider 6,82 % Blanco 6,63 % Savina 5,14 % Gilzer 3,98 % Boyce 3,22 % Freiwald gesperrt | „Atemlos durch den Schacht“            | Sternsymbol · Sternsymbol · Sternsymbol · Sternsymbol · Sternsymbol · Sternsymbol · Sternsymbol · Sternsymbol · Sternsymbol · Sternsymbol · Sternsymbol |
| 20. Januar 2015                        | Walter Freiwald Jörn Schlönvoigt       | Freiwald 63,54 % Schlönvoigt 7,42 % Tischewitsch 7,12 % Heger 5,03 % Blanco 3,32 % Savina 2,96 % Kulka 2,53 % Scheider 2,43 % Siemoneit-Barum 2,33 % Gilzer 1,96 % Boyce 1,36 %      | „Kleine Dschungelkneipe“               | · (Freiwald , Schlönvoigt ) |
| 21. Januar 2015                        | Walter Freiwald Tanja Tischewitsch     | Freiwald 33,59 % Tischewitsch 13,95 % Blanco 8,83 % Scheider 7,65 % Gilzer 6,77 % Siemoneit-Barum 5,95 % Heger 5,70 % Savina 5,21 % Schlönvoigt 4,69 % Boyce 4,54 % Kulka 3,62 %     | „Am schlauchenden Band“                | Sternsymbol · Sternsymbol · Sternsymbol · Sternsymbol · Sternsymbol · Sternsymbol · Sternsymbol · Sternsymbol · Sternsymbol · Sternsymbol · Sternsymbol |
| 22. Januar 2015                        | Walter Freiwald                        | Freiwald 32,76 % Blanco 10,55 % Gilzer 8,78 % Tischewitsch 8,27 % Scheider 7,38 % Heger 7,34 % Siemoneit-Barum 6,80 % Savina 5,74 % Boyce 4,71 % Schlönvoigt 4,15 % Kulka 3,52 %     | „Teufels Küche“                        | Sternsymbol · Sternsymbol · Sternsymbol · Sternsymbol · Sternsymbol · Sternsymbol · Sternsymbol · Sternsymbol · Sternsymbol · Sternsymbol · Sternsymbol |
| 23. Januar 2015                        | Walter Freiwald Angelina Heger         | Freiwald 28,56 % Heger 21,94 % Blanco 7,98 % Gilzer 6,64 % Boyce 6,53 % Siemoneit-Barum 6,40 % Savina 5,60 % Tischewitsch 5,51 % Schlönvoigt 4,29 % Scheider 3,97 % Kulka 2,58 %     | „Schlimms Märchen“                     | · (Freiwald , Heger , gemeinsam ) |
| 24. Januar 2015                        | Maren Gilzer Benjamin Boyce            | | „Un-Glücksrad“                         | · (aufgerundet von anderthalb erspielten Sternen) |
| 25. Januar 2015                        | Rebecca Siemoneit-Barum                | | „Dschungelmuseum“                      | Sternsymbol · Sternsymbol · Sternsymbol · Sternsymbol · Sternsymbol · Sternsymbol · Sternsymbol · Sternsymbol                                           |
| 26. Januar 2015                        | Rolfe Scheider                         | | „Hölle der Finsternis – Teil 2“        | Sternsymbol · Sternsymbol · Sternsymbol · Sternsymbol · Sternsymbol · Sternsymbol · Sternsymbol                                                         |
| 27. Januar 2015                        | Maren Gilzer Jörn Schlönvoigt          | | „Rasthof Würgenich“                    | Sternsymbol · Sternsymbol · Sternsymbol · Sternsymbol · Sternsymbol · Sternsymbol · Sternsymbol                                                         |
| 28. Januar 2015                        | Tanja Tischewitsch Rolfe Scheider      | | „Schlau oder Schlotze“                 | Sternsymbol · Sternsymbol · Sternsymbol · Sternsymbol · Sternsymbol · Sternsymbol                                                                       |
| 29. Januar 2015                        | Jörn Schlönvoigt                       | | „Harter Brocken“                       | Sternsymbol · Sternsymbol · Sternsymbol · Sternsymbol · Sternsymbol                                                                                     |
| 30. Januar 2015                        | Maren Gilzer Tanja Tischewitsch        | | „Die Tribute von Murwillumbah“         | Sternsymbol · Sternsymbol · Sternsymbol · Sternsymbol                                                                                                   |
| 31. Januar 2015                        | Maren Gilzer                           | | „Schlangengrube“ („Schnack“)           | Sternsymbol · Sternsymbol · Sternsymbol · Sternsymbol · Sternsymbol                                                                                     |
| 31. Januar 2015                        | Tanja Tischewitsch                     | | „Schnicks wie weg“ („Schnick“)         | Sternsymbol · Sternsymbol · Sternsymbol · Sternsymbol · Sternsymbol                                                                                     |
| 31. Januar 2015                        | Jörn Schlönvoigt                       | | „Voll auf die Glocke“ („Schnuck“)      | Sternsymbol · Sternsymbol · Sternsymbol · Sternsymbol · Sternsymbol                                                                                     |

## Einschaltquoten
Die neunte Staffel wurde im Durchschnitt von 6,74 Millionen Menschen angesehen, was einem Marktanteil von 28,3 Prozent entspricht. In der Zielgruppe der 14- bis 49-Jährigen wurde bei durchschnittlich 3,73 Millionen Menschen ein durchschnittlicher Marktanteil von 40,2 Prozent erreicht.
Die höchste Zuschauerzahl in dieser Staffel (7,5 Mio.) wurde in der ersten Folge am 16. Januar 2015 gemessen; die niedrigste (5,64 Mio.) zwei Tage später am 18. Januar 2015. Zum Vergleich: Die höchste Zuschauerzahl der achten Staffel war 8,6 Mio. Zuschauer; die niedrigste 7,2 Mio. Zuschauer.
| Quoten der neunten Staffel                             | Quoten der neunten Staffel | Quoten der neunten Staffel | Quoten der neunten Staffel | Quoten der neunten Staffel       | Quoten der neunten Staffel     |
| Folge                                                  | Erstausstrahlung           | Zuschauerzahl ab 3 Jahren  | Marktanteil ab 3 Jahren    | Zuschauerzahl 14- bis 49-Jährige | Marktanteil 14- bis 49-Jährige |
| ------------------------------------------------------ | -------------------------- | -------------------------- | -------------------------- | -------------------------------- | ------------------------------ |
| Folgen mit Abstimmung „Wer muss zur Dschungelprüfung?“ |                            |                            |                            |                                  |                                |
| Folge 1                                                | Fr, 16. Januar 2015        | 7,50 Mio.                  | 28,7 %                     | 4,24 Mio.                        | 41,9 %                         |
| Folge 2                                                | Sa, 17. Januar 2015        | 7,23 Mio.                  | 28,0 %                     | 4,14 Mio.                        | 41,8 %                         |
| Folge 3                                                | So, 18. Januar 2015        | 5,64 Mio.                  | 21,3 %                     | 3,36 Mio.                        | 33,1 %                         |
| Folge 4                                                | Mo, 19. Januar 2015        | 6,68 Mio.                  | 28,6 %                     | 3,56 Mio.                        | 39,2 %                         |
| Folge 5                                                | Di, 20. Januar 2015        | 6,36 Mio.                  | 31,0 %                     | 3,62 Mio.                        | 45,0 %                         |
| Folge 6                                                | Mi, 21. Januar 2015        | 6,41 Mio.                  | 28,6 %                     | 3,42 Mio.                        | 39,9 %                         |
| Folge 7                                                | Do, 22. Januar 2015        | 6,36 Mio.                  | 27,5 %                     | 3,58 Mio.                        | 38,9 %                         |
| Folgen mit Abstimmung „Wer soll im Camp bleiben?“      |                            |                            |                            |                                  |                                |
| Folge 8                                                | Fr, 23. Januar 2015        | 6,71 Mio.                  | 28,3 %                     | 3,59 Mio.                        | 38,4 %                         |
| Folge 9                                                | Sa, 24. Januar 2015        | 7,44 Mio.                  | 30,0 %                     | 4,15 Mio.                        | 42,3 %                         |
| Folge 10                                               | So, 25. Januar 2015        | 6,15 Mio.                  | 22,9 %                     | 3,65 Mio.                        | 34,3 %                         |
| Folge 11                                               | Mo, 26. Januar 2015        | 6,50 Mio.                  | 27,5 %                     | 3,52 Mio.                        | 38,5 %                         |
| Folge 12                                               | Di, 27. Januar 2015        | 6,29 Mio.                  | 30,6 %                     | 3,40 Mio.                        | 42,0 %                         |
| Folge 13                                               | Mi, 28. Januar 2015        | 6,67 Mio.                  | 29,0 %                     | 3,66 Mio.                        | 40,9 %                         |
| Folge 14                                               | Do, 29. Januar 2015        | 6,17 Mio.                  | 26,9 %                     | 3,30 Mio.                        | 36,8 %                         |
| Folge 15                                               | Fr, 30. Januar 2015        | 6,38 Mio.                  | 22,6 %                     | 3,29 Mio.                        | 31,4 %                         |
| Finale                                                 |                            |                            |                            |                                  |                                |
| Folge 16                                               | Sa, 31. Januar 2015        | 7,43 Mio.                  | 32,8 %                     | 4,08 Mio.                        | 45,7 %                         |
| Das große Wiedersehen                                  |                            |                            |                            |                                  |                                |
| –                                                      | So, 1. Februar 2015        | 4,76 Mio.                  | 13,1 %                     | 2,67 Mio.                        | 19,6 %                         |
| Welcome Home                                           |                            |                            |                            |                                  |                                |
| –                                                      | So, 15. Februar 2015       | 3,07 Mio.                  | 8,9 %                      | 1,43 Mio.                        | 10,5 %                         |

## Zusätzliche Sendungen im TV
- 1. Februar 2015: Ich bin ein Star – Holt mich hier raus! – Das große Wiedersehen mit Sonja Zietlow und Daniel Hartwich (RTL)
- 15. Februar 2015: Ich bin ein Star – Holt mich hier raus! Welcome Home mit Frauke Ludowig (RTL)

## Kritik
Im Gegensatz zu früheren Staffeln kam bei der neunten Staffel Kritik auf, dass sie wenig unterhaltsam sei. Die B.Z. aus Berlin stellte ihre tägliche Berichterstattung ein, was wiederum zur Grundlage einiger Scherze von Zietlow und Hartwich in der 11. Folge wurde.